# Кал Монте (Пезаро и Урбино)
Кал Монте је насеље у Италији у округу Пезаро и Урбино, региону Марке.
Према процени из 2011. у насељу је живело 37 становника. Насеље се налази на надморској висини од 371 м.